# Insulcus puncticulosus
Insulcus puncticulosus là một loài tò vò trong họ Ichneumonidae.